# Bräunlichgelbe Grasbüscheleule

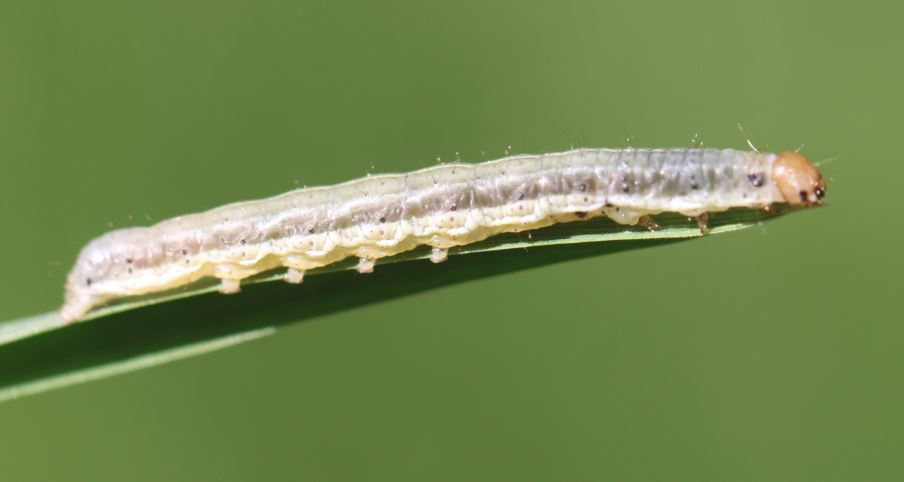
Raupe, Seitenansicht

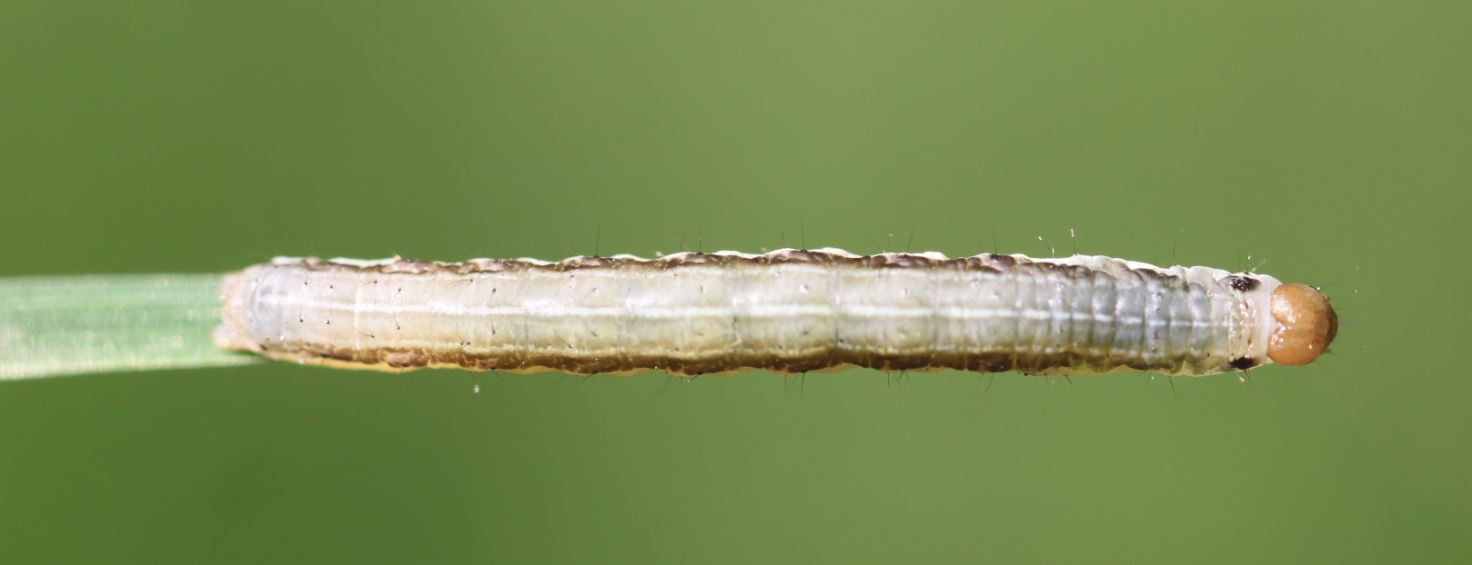
Raupe, Dorsalansicht

Die Bräunlichgelbe Grasbüscheleule (Apamea scolopacina), zuweilen auch Buchenwald-Graseule genannt, ist ein Schmetterling (Nachtfalter) aus der Familie der Eulenfalter (Noctuidae).

## Merkmale

### Falter
Die Flügelspannweite der Falter beträgt 35 bis 42 Millimeter. Die Färbung der Falter variiert sehr stark. So variiert die Grundfärbung der Vorderflügeloberseite von fahlgelb über rotbraun bis hin zu schwarzbraun. In der Basalregion hebt sich am Innenrand ein schwarzer Wisch ab. Eine Wurzelstrieme fehlt. Die Nierenmakel ist in Richtung des Saums in der Regel weiß angelegt. Die schwarze äußere Querlinie ist stark gezähnt. Während die Submarginalregion meist verdunkelt ist, ist der Apexbereich stets leicht aufgehellt. Die Hinterflügeloberseite ist zeichnungslos graubraun.

### Raupe
Die Raupen sind graugrün gefärbt. Von der schwärzlichen Rückenpartie hebt sich eine dünne weißliche Rückenlinie ab. Der breite Seitenstreifen hat eine gelbliche Farbe. Der Kopf ist glänzend rotbraun gefärbt.

## Verbreitung und Lebensraum
Die Bräunlichgelbe Grasbüscheleule ist in Europa und dem gemäßigten Asien bis nach Japan weit verbreitet. Sie kommt auch auf den Kurilen vor. Hauptlebensraum sind Laub- und Moorwälder. In den Alpen steigen sie bis auf etwa 1000 Meter Höhe.

## Lebensweise
Die Falter sind nachtaktiv und fliegen in einer Generation zwischen Juni und August. Sie erscheinen nachts an künstlichen Lichtquellen und Ködern. Junge Raupen leben ab September in den Stängeln der Nahrungspflanzen und fressen meist nachts. Sie überwintern und fressen dann auch tagsüber an den Halmen, zuweilen auch an den Blüten von Süßgräsern (Poaceae), Sauergrasgewächsen (Cyperaceae) oder Binsengewächsen (Juncaceae), beispielsweise an Wald-Flattergras (Milium effusum), Gewöhnlichem Zittergras (Briza media) oder Wald-Simse (Scirpus sylvaticus).

## Gefährdung
Die Bräunlichgelbe Grasbüscheleule ist in Deutschland weit verbreitet, gebietsweise zahlreich vorkommend und wird als „nicht gefährdet“ eingestuft.